# Zamia lecointei
Zamia lecointei là một loài thực vật thuộc họ Zamiaceae. Loài này có ở Brasil, Colombia, Peru, và Venezuela. Chúng hiện đang bị đe dọa vì mất môi trường sống.